# Lukáš Zelenka
Lukáš Zelenka (ur. 5 października 1979 w Pradze) – piłkarz czeski grający na pozycji ofensywnego pomocnika.

## Kariera klubowa
Karierę piłkarską Zelenka rozpoczął w Sparcie Praga. W 1996 roku został członkiem zespołu seniorów jednak nie zadebiutował w pierwszej lidze. W 1997 roku w wieku 17 lat wyjechał do Belgii i został piłkarzem Anderlechtu. Przez dwa lata był zawodnikiem tego klubu, jednak nie wystąpił w żadnym meczu Eerste Klasse i w 1999 roku odszedł do innej drużyny z Belgii, KVC Westerlo. W barwach Westerlo zadebiutował w pierwszej lidze Belgii i w sezonie 2000/2001 był jego podstawowym zawodnikiem i wywalczył Puchar Belgii.
Latem 2001 Zelenka wrócił do Czech, do Sparty Praga. 29 lipca 2001 rozegrał pierwsze spotkanie w Gambrinus Lidze, przegrane 0:3 z Chmelem Blšany. W Sparcie grał w wyjściowej jedenastce i w 2003 roku osiągnął swój pierwszy sukces w Czechach, gdy został mistrzem ligi. Z kolei w 2004 roku sięgnął ze Spartą po Puchar Czech. W sezonie 2004/2005 drugi raz wywalczył mistrzostwo kraju, a w 2006 roku został także zdobywcą krajowego pucharu.
W trakcie sezonu 2005/2006 Zelenka odszedł do tureckiego Vestelu Manisaspor. 21 stycznia 2006 po raz pierwszy wystąpił w tureckiej Superlidze, a Manisaspor wygrał 2:0 na wyjeździe z MKE Ankaragücü. W Manisasporze grał do końca 2007 roku.
Na początku 2008 roku nastąpił powrót Zelenki do KVC Westerlo. W latach 2009–2010 grał w 1. FC Slovácko, a następnie stał się wolnym zawodnikiem. W 2011 roku grał w Budapest Honvéd FC, a karierę kończył w 2012 roku w klubie 1. SK Prostějov.
| Sezon   | Klub               | Kraj   | Rozgrywki      | Mecze | Bramki |
| ------- | ------------------ | ------ | -------------- | ----- | ------ |
| 1996/97 | Sparta Praga       | Czechy | Gambrinus Liga | 0     | 0      |
| 1997/98 | RSC Anderlecht     | Belgia | Eerste klasse  | 0     | 0      |
| 1998/99 | RSC Anderlecht     | Belgia | Eerste klasse  | 0     | 0      |
| 1999/00 | KVC Westerlo       | Belgia | Eerste klasse  | 16    | 3      |
| 2000/01 | KVC Westerlo       | Belgia | Eerste klasse  | 34    | 4      |
| 2001/02 | Sparta Praga       | Czechy | Gambrinus Liga | 26    | 1      |
| 2002/03 | Sparta Praga       | Czechy | Gambrinus Liga | 26    | 5      |
| 2003/04 | Sparta Praga       | Czechy | Gambrinus Liga | 20    | 2      |
| 2004/05 | Sparta Praga       | Czechy | Gambrinus Liga | 28    | 7      |
| 2005/06 | Sparta Praga       | Czechy | Gambrinus Liga | 14    | 4      |
| 2005/06 | Vestel Manisaspor  | Turcja | Süper Lig      | 16    | 4      |
| 2006/07 | Vestel Manisaspor  | Turcja | Süper Lig      | 29    | 4      |
| 2007/08 | Vestel Manisaspor  | Turcja | Süper Lig      | 4     | 0      |
| 2007/08 | KVC Westerlo       | Belgia | Eerste klasse  | 15    | 1      |
| 2008/09 | KVC Westerlo       | Belgia | Eerste klasse  | 23    | 2      |
| 2009/10 | 1. FC Slovácko     | Czechy | Gambrinus Liga | 16    | 2      |
| 2010/11 | 1. FC Slovácko     | Czechy | Gambrinus Liga | 0     | 0      |
| 2010/11 | Budapest Honvéd FC | Węgry  | NB I           | 12    | 2      |
| 2011/12 | Budapest Honvéd FC | Węgry  | NB I           | 7     | 0      |
| 2011/12 | 1. SK Prostějov    | Czechy | III liga       | ?     | ?      |

## Kariera reprezentacyjna
Zelenka występował w młodzieżowych reprezentacjach Czech: U-16, U-18, U-20 i reprezentacji U-21. Z tą drugą w 2002 roku wywalczył wicemistrzostwo Europy U-21 w 2002 roku. 8 czerwca 2005 zadebiutował w pierwszej reprezentacji w wygranym 6:1 meczu eliminacji do Mistrzostw Świata w Niemczech z Macedonią.